# Центр Гейдара Алиева
Центр Гейда́ра Али́ева (азерб. Heydər Əliyev Mərkəzi) — культурный центр, расположенный на проспекте Гейдара Алиева в столице Азербайджана, городе Баку. Представляет собой комплексное сооружение, которое включает в себя аудиториум (конгресс-центр), музей, выставочные залы, административные офисы.
Проект центра был разработан в 2007 году архитектором Захой Хадид. Культурный центр Гейдара Алиева считается одним из символов современного Баку.
Носит имя третьего президента Азербайджана Гейдара Алиева.
В 2014 году признано лучшим зданием в мире и удостоено премии «2014 Design of the Year».

## История центра
Центр призван осуществлять последовательную деятельность в сфере фундаментального изучения философии государственного строительства и идеологии азербайджанства, а также содействовать всемерному развитию азербайджанской истории, языка, культурных, национальных и духовных ценностей.
Центр учреждён согласно указу президента Азербайджана Ильхама Алиева №1886 от 29 декабря 2006 года.
На территории, занимаемой центром, ранее действовал завод имени Саттархана. Территория завода составляла 16 га. Завод был перенесён в другое место, территория была расчищена и началось строительство. 10 сентября 2007 года был заложен фундамент здания.
Строительство велось на площади 101,801 м². Строительство здания было освещено в одном из выпусков передачи Build It Bigger на каналах Discovery и Science Channel, посвященной самым смелым инженерным проектам современности и архитектурным шедеврам мира. В ходе передачи ведущий Дэнни Форстер говорит о центре Гейдара Алиева: «Это не просто культурный центр, это способ утвердить своё место в мире».
10 мая 2012 года состоялось торжественное открытие Центра по случаю 89-й годовщины со дня рождения Гейдара Алиева. В церемонии приняли участие президент Азербайджана Ильхам Алиев, его супруга Мехрибан Алиева и члены их семьи.
8 октября 2012 года утверждено Положение о Центре Гейдара Алиева.
В 2013 году проект Центра Гейдара Алиева был представлен на Фестивале мировой архитектуры, который прошёл в октябре 2013 года в Сингапуре.
Директором Центра Гейдара Алиева является Анар Алекперов.

## Архитектура
Площадь здания составляет 57519 м²(5.75га). В проекте здания культурного центра практически не было использовано прямых линий. Само здание по форме представляет собой волнообразное устремление ввысь и плавное слияние с землёй. Подобная структура олицетворяет не только постмодернистский стиль архитектуры, но и продолжительность и бесконечность. Линии же на здании символизируют связь прошлого с будущим.
В ходе строительства здания была создана сеть из железных конструкций общей протяженностью 90 км. При монтаже кровли площадью 4 га было использовано 12027 панелей особого состава и разного размера, в форме различных геометрических фигур — треугольника, прямоугольника, трапеции, параллелограмма.
Белый цвет здания символизирует светлое будущее и использован с целью выделения присутствующих здесь особых элементов. Благодаря белому цвету лучи света перемещаются по поверхности здания и подчёркивают выделяющиеся части здания.
В комплекс помимо здания центра входят подземная парковка и парк площадью 13,58 га. На территории комплекса имеются два декоративных пруда и искусственное озеро.
|                                                                                     |  |  |  |
| Слева направо: Центр Гейдара Алиева с западной, южной, восточной и северной стороны |  |  |  |

### Интерьер сооружения
Главное здание центра состоит из трёх отделов: Музея Гейдара Алиева, выставочных залов и «Аудиториума». В девятиэтажном отделе выставочных залов располагаются выставочные салоны, административные офисы, а также ресторан и кафе. Четырёхэтажный «Аудиториум» состоит из собственно Аудиториума, двух конференц-залов, комнат для официальных встреч и собраний и Медиа-центра. В здании создана также ландшафтная территория, состоящая из естественных декоративных деревьев и цветов. Также в здании установлены различные интерактивные информационные киоски, посредством которых гости могут получить информацию о Центре и проводимых здесь мероприятиях.
|  |  |  |  |

## Выставочные залы

### «Шедевры Азербайджана»
На первом этаже культурного центра представлена выставка под названием «Шедевры Азербайджана». Здесь демонстрируются уникальные экспонаты, отражающие историю страны и её культурное наследие. На выставке представлены все периоды истории Азербайджана, демонстрируются экспонаты, относящиеся к различным областям её культуры.
Так, на выставке экспонируются образцы наскальных рисунков из Гобустана, найденные в ходе археологических раскопок в Азербайджане монеты, ювелирные, глиняные и медные изделия эпохи средневековья, выставлены старинные экземпляры Корана, Библии и Торы. Среди экспонатов есть также образцы народной одежды из различных областей Азербайджана, а также азербайджанские ковры различного типа. Здесь представлены также старинные азербайджанские музыкальные инструменты, а посетители также могут услышать звучание каждого инструмента.
| |  |  |  |  |
| Костюмы и ковры. Слева направо: костюмы Карабаха, костюмы Гянджи, ковёр тебризского типа 1850 года, ковёр кубинского типа 1900 года, ковёр карабахского типа 1850 года |  |  |  |  |

| |  |  |  |  |
| Музыкальные инструменты и образцы медной посуды. Слева направо: тар, кеманча, нагара, медный казан XIV века, медная посуда эпохи средневековья |  |  |  |  |

### «Мини-Азербайджан»
На втором этаже культурного центра в рамках проекта «Мини-Азербайджан» экспонируются макеты 45 исторических и архитектурных зданий Азербайджана, расположенных как в Баку, так и в других районах Азербайджана. Посетители могут получить информацию на азербайджанском и английском языках о каждом здании, о его архитекторе, архитектурном стиле.
Среди экспонатов есть макеты средневековых памятников (Девичья башня, Мавзолей Момине-хатун и пр.), зданий, построенных в XIX — начале XX века (Бакинский вокзал, Филармония, Здание Исмаилия и пр.), в советский период (Дом правительства Азербайджана, Зелёный театр), в XXI веке (Бакинский кристальный зал, Flame Towers и пр.), а также макеты строящихся зданий (Олимпийский стадион, здание Нефтяного фонда Азербайджана и пр.). Полный список макетов зала размещён в статье «Мини-Азербайджан».
В будущем планируется изготовить макеты ещё 5 архитектурных памятников Азербайджана.
| |  |  |  |  |
| Слева направо: Девичья башня, Шушинская мечеть, Дом правительства Азербайджана, Площадь флага, Сам Культурный центр |  |  |  |  |

### «Добро пожаловать в Азербайджан»
Расположенный на третьем этаже экспозиционный зал под названием «Добро пожаловать в Азербайджан» также направлен на популяризацию Азербайджана. Здесь показаны история, культура, искусство и природа Азербайджана. На выставке посетители могут увидеть фотографии достопримечательностей, природных и архитектурных памятников, расположенных в различных областях страны. Так, например, здесь можно увидеть фотографии таких достопримечательностей как Мавзолея Момине-хатун в Нахичевани, Церкви в селе Киш, Дворца Ширваншахов, Янардаг и пр.

### Фотографии азербайджанской кухни
В другом зале, расположенном на четвёртом этаже, посредством фотографий представлено азербайджанское кулинарное искусство. Здесь демонстрируются работы известного американского фотографа Петера Липпмана, живущего и работающего во Франции. На фотографиях можно увидеть такие распространённые блюда национальной кухня как плов, долма, кюфта-бозбаш, чурек и лаваш, различные сладости (пахлава, шекербура) и даже чай в традиционном стакане «армуду».
|  |  |  |

### Музей Гейдара Алиева
У входа в музей, на первом этаже здания, расположены автомобили, находившиеся в служебном пользовании Гейдара Алиева в периоды его руководства Азербайджаном — с 1969 по 2003 год. При создании музея особое внимание уделялось отражению различных периодов истории Азербайджана, жизни и деятельности Гейдара Алиева. В трёхэтажном здании музея жизненный путь Гейдара Алиева представлен с помощью фото- и видеоматериалов. Музей отличается как своей формой, так и оригинальностью содержания. Наряду с жизненным путём Алиева с 1923 по 2003 год, до внимания посетителей доводятся важные события, происходившие в различные исторические периоды в общественно-политической жизни Азербайджана, в области культуры, экономики, спорта. Различные аспекты деятельности Алиева как во времена советской власти, так и в годы независимости представлены в виртуальной форме в разделах музея «Запечатлённая в снимках жизнь», «Общественно-политическая жизнь Азербайджана», «Наша государственность, наследие, достижения». Звуковая информация по каждой теме дана на азербайджанском и английском языках.
Одним из разделов музея является мультимедийный зал, отражающий встречи Алиева с руководителями разных стран. Так, при прикосновении к изображениям стран на установленном здесь глобусе на заднем плане появляются фотографии Гейдара Алиева с главами других государств и преподнесенных ему подарков. Сами подарки также выставлены в музее. В зале также экспонируется военная и гражданская одежда Алиева, его рабочий стол, ордена и медали, которых был удостоен Гейдар Алиев в разные годы.

## Проводимые мероприятия
29 июня 2012 года в Центре Гейдара Алиева состоялось официальное открытие Форума Кранс Монтана, на котором принимали участие президент Азербайджана Ильхам Алиев, президент Грузии Михаил Саакашвили, президент Македонии Георге Иванов, президент Черногории Филипп Вуянович, а также прибывшие из зарубежных стран общественные деятели, парламентарии, представители интеллигенции и деловых кругов.
3 июля 2012 года в центре состоялась церемония официальных проводов азербайджанской делегации, принимавшей участие в ХХХ летних Олимпийских играх в Лондоне. В церемонии приняли участие президент Азербайджанской Республики, президент Национального Олимпийского Комитета Ильхам Алиев и его супруга Мехрибан Алиева. В фойе Центра Гейдара Алиева были установлены фотобаннеры, отражающие олимпийское движение в Азербайджане. Президент Азербайджана Ильхам Алиев выступил на церемонии с речью.
2 и 3 ноября 2013 года в Центре Гейдара Алиева выступил Московский музыкальный театр «Геликон-Опера» под руководством народного артиста России Дмитрия Бертмана. 2 ноября артисты «Геликон-оперы» представили гала-концерт «Любовь навсегда», в программу которого вошли лирические песни из репертуара Мэрилин Монро, Тины Тернер, Элтона Джона, Селин Дион, Уитни Хьюстон, группы «Битлз» и других. На концерте были исполнены песни «All You Need is Love», «I believe in Love», «Je Suis Malade», «Only You», «Lady in Red», «Love me Tender». 3 ноября артисты театра показали оперу «Сибирь» итальянского композитора Умберто Джордано в постановке Дмитрия Бертмана. Опера рассказывает об истории любви двух молодых людей, которая начинается в императорском Санкт-Петербурге и трагически завершается на сибирской каторге.
2 декабря 2014 года в Центре состоялась презентация музыкального альбома «Голос Карабаха». Целью проекта, поддерживаемого фондом Гейдара Алиева и Министерством молодёжи и спорта, является развитие и популяризация азербайджанской культуры.

### Выставки

#### «Жизнь, смерть и красота»
21 июня 2013 года в Центре открылась выставка работ американского художника Энди Уорхола под названием «Жизнь, смерть и красота» под кураторством Джианни Меркурио, посвященная 85-летию художника. На выставке, впервые проходящей в Азербайджане, было представлено более ста произведений художника, включая также короткометражные фильмы Уорхола. Здесь демонстрировались фотографии автора, портреты мировых звёзд кино, музыки, моды и другие всемирно известные произведения, среди которых можно назвать «Цветы» (азерб. Flower), «Камуфляж» (азерб. Camouflage), «Последний ужин» (азерб. The Last Supper), «Молящиеся руки мужчины» (азерб. Male Hands Praying), «Электрический стул» (азерб. Electric Chair) и др. 6 августа, в день рождения художника, жители Баку и гости столицы могли свободно посетить выставку, которая продлилась до 9 сентября.

#### «На стыке веков»
1 октября 2013 года была открыта персональная выставка народного художника Азербайджана, вице-президента Российской академии художеств Таира Салахова под названием «На стыке веков». Выставка была приурочена к 85-летию со дня его рождения.
На открытии выставки был отмечен большой вклад художника в развитие азербайджанского изобразительного искусства. Творческое наследие Таира Салахова является неотъемлемой частью изобразительного искусства не только Азербайджана, но и всего бывшего Советского Союза. Художник признан одним из основоположников «сурового стиля» в живописи.
На выставке были представлены более 100 работ художника, созданных в разное время, а также его произведения, изображённые на коврах. Среди работ — портреты Гейдара Алиева, композиторов Кара Караева и Дмитрия Шостаковича, музыканта Мстислава Ростроповича, произведения «Айдан», «Утро. Абшерон», «Кероглу», абшеронский триптих — «Атяшгях», «Каспий сегодня», «Девичья башня» и другие известные произведения народного художника. Выставка продлилась до 8 ноября.

#### «Узун Хасан — правитель государства Ак-Коюнлу»
Со 2 ноября 2023 года по 17 января 2024 года проведена выставка «Узун Хасан — правитель государства Ак-Коюнлу». На выставке были представлены около 80 экспонатов XV века. Выставка отразила историю государства Ак-Коюнлу. На экспозиции были представлены доспехи Узун Гасана, Султана Ягуба, воинов XV века, монеты государства Ак-Коюнлу, образцы керамики.

#### Выставка культуры и творческих индустрий (MY EXPO 2023)
Выставка проведена с 29 по 30 ноября 2023 года. На выставке была представлена творческая продукция и деятельность представителей творческой индустрии Азербайджана в сфере кино, анимации, музыки, моды, дизайна, стартапы в сфере культуры, игровых технологий.

#### «Наследие в стежках: Путешествие по вышивкам и швейным традициям Узбекистана»
С 17 марта до 1 июля 2024 года открыта выставка «Наследие в стежках: Путешествие по вышивкам и швейным традициям Узбекистана». В открытии выставки приняли участие первый вице-президент Азербайджанской Республики Мехрибан Алиева и помощник Президента Республики Узбекистан Саида Мирзиёева. На выставке представлено более 140 образцов декоративно-прикладного искусства из музеев Узбекистана. На выставке представлены культурно-историческое наследие и национальные костюмы Узбекистана, золотошвейные узоры Бухары, золотошвейные чапаны, образцы декоративной вышивки сузани, ювелирные изделия, изготовленные древними мастерами из Самарканда, Бухары и Каракалпакстана.

## В филателии и нумизматике
- Почтовая марка Азербайджана, 2012
- Азербайджанская банкнота номиналом в 200 манат